# 656
656 (DCLVI) fue un año bisiesto comenzado en viernes del calendario juliano, en vigor en aquella fecha.

## Acontecimientos
- Toma el mando como califa Alí (primo y yerno de Mahoma, enemigo de los Omeya). Alí y sus seguidores (chiitas o shías) creían que la sucesión legítima al califato correspondía a los descendientes del Profeta.
- Tras la muerte de Sigeberto III, rey de Austrasia, su hijo Dagoberto es alejado del trono por el Mayordomo de Palacio y enviado a Irlanda (si bien en el año 676 accederá al trono como Dagoberto II), facilitando así la proclamación de Childeberto el Adoptado como nuevo rey.

## Fallecimientos
- 1 de febrero: Sigeberto III, rey franco merovingio de Austrasia.